# Георгій Абаджиєв
Георгій Абаджиєв (мак. Ѓорѓи Абаџиев; * 7 жовтня 1910, Дойран,— † 2 серпня 1963, Куманово) — македонський прозаїк і журналіст, а також історик.

## Життєпис
В дитинстві мешкав у Болгарії, куди переїхали його батьки після того, як болгарські війська під час Першої світової війни повністю спалили та зруйнували місто Дойран, а населення депортували. Навчався в Софійському університеті, брав участь у македонському емігрантському русі. Був одним із засновників македонського літературного гуртка в Софії, який діяв у 1938—1941 роках. Редагував газету «Македонски вести» (1935—1937). Співробітничав також у болгарських журналах «РЛФ», «Кормило», «Ведрина».
Під час війни був на нелегальному становищі, вів антифашистську роботу.
1948 року повернувся до Югославії; мешкав у місті Скоп'є, очолював Інститут національної історії.
Автор збірок оповідань «Праця й люди» (1936), «Схід» (1950), «Епопея ножа» (1951), «Остання зустріч» (1953), «Оповідання» (1962), романів «Кубло розбійників» (1954) і «Пустеля» (1961).
Українською мовою оповідання Георгія Абаджиєва «Табакерка» переклав Андрій Лисенко (увійшло до збірки «Македонська новела», яка вийшла 1972 року в серії «Зарубіжна новела» і за яку перекладач отримав міжнародну премію «Золоте перо»).